# Ernst Stampe
Ernst Stampe (* 2. Mai 1856 in Schilde; † 13. Januar 1942 in Stettin) war ein deutscher Freirechtler und Hochschullehrer.

## Leben
Stampe besuchte die Große Stadtschule Rostock und bestand  Michaelis 1873 die Abiturprüfung. An der Universität zu Berlin, der Universität Rostock und der  Königlichen Universität zu Greifswald studierte er Rechtswissenschaft. 1911 wurde er mit Otto Fitzner und Karl von Behr im Corps Pomerania Greifswald aktiv. Er war 1886 an der Georg-August-Universität Göttingen und 1887 an der Schlesischen Friedrich-Wilhelms-Universität Breslau Juraprofessor. 1893 wurde er in Greifswald o. Professor. Er war ein Vertreter der Freirechtsschule. Für das akademische Jahr 1913/14 wurde er zum Rektor gewählt.

## Werke
- Das causa-Problem des Civilrechts. Greifswald 1904.
- Das Zahlkraftrecht der Postglossatorenzeit. Verlag der Akademie der Wissenschaften, Berlin 1928.
- Das Zahlkraftrecht in den Königsgesetzen Frankreichs von 1306 bis 1547. Verlag der Akademie der Wissenschaften, Berlin 1930.
- Zur Entstehung des Nominalismus. Die Geldgesetzgebung Frankreichs von 1547 bis 1643 und ihre treibenden Kräfte. Verlag der Akademie der Wissenschaften, Berlin 1932.

## Ehrungen
- Geh. Justizrat[3]